# 큐플레이
큐플레이(QPlay)는 넥슨의 온라인 아케이드 게임으로, 주로 채팅, 커뮤니티, 퀴즈, 퍼즐, 아바타 옷입히기, 몬스터 육성을 제공하는 서비스이다. 1999년 10월에 퀴즈퀴즈(Quiz Quiz)라는 이름으로 시작하여 공식으로 출시하였으나, 2003년 1월에 큐플레이(QPlay)로 환골탈태하고, 2015년 12월 31일을 끝으로 서비스가 종료되었다.

## 게임플레이
가입 및 로그인 후 플레이어는 로비로 넘어가서 다른 온라인 플레이어와 채팅할 수 있고(제한적이며 플레이어가 만든 채팅방에서 더 완전한 기능의 채팅이 가능함) 현재 열려 있는 게임을 볼 수 있다. 게임은 모두 Reversi와 같은 퀴즈 위주의 또는 퍼즐 게임이었다. 원하는 게임이 열리면 관심 있는 모든 플레이어는 해당 버튼을 클릭하여 게임에 참여할 수 있다. 게임은 2명에서 32명의 플레이어 사이에서 지원된다. 플레이어는 게임에서 잘한 것에 대해 캐릭터의 아이템과 옷을 구입하는 데 사용할 수 있는 게임 내 통화로 보상을 받았다. 대부분의 아이템은 당신의 아바타를 멋지게 보이게 하고 당신이 얼마나 똑똑한지 보여줌으로써 다른 플레이어의 존경을 받을 수 있도록 하는 것 외에는 아무것도 하지 않았다. 그러나 일부 게임에서는 참 거짓 게임의 선글라스와 같은 다른 아이템이 당신을 강화했다. 게임에서 플레이어의 전체 점수는 IQ 측정기로 측정되었다. 대부분의 아이템은 플레이어가 해당 아이템을 구매하기 전에 특정 IQ 점수를 획득해야 했다.